# Gian Carlo Grassi

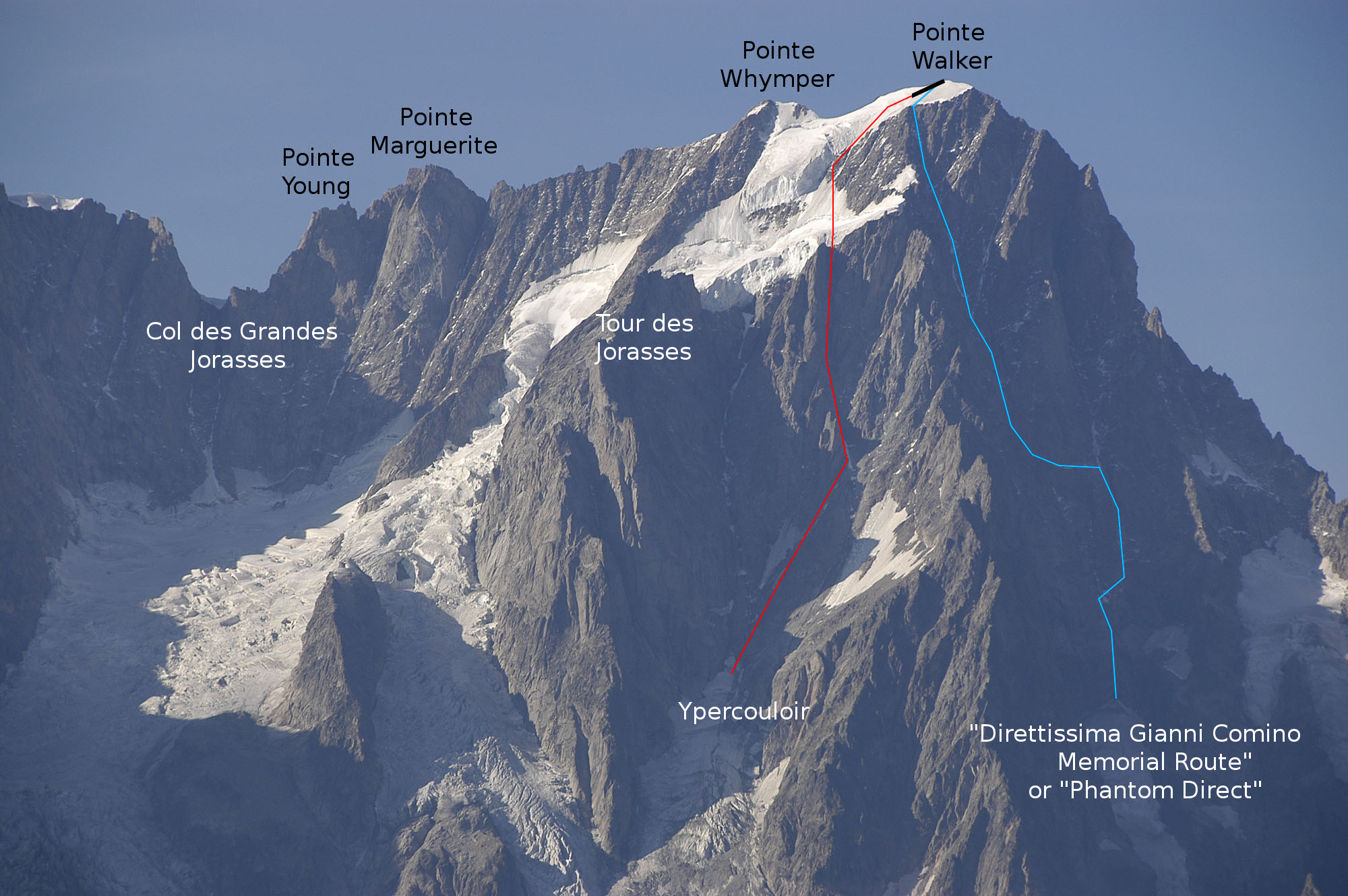
A vermelho Ypercouloir das Grandes Jorasses

Gian Carlo Grassi foi um  alpinista e guia de alta montanha italiano (Condove, Piemonte, 1946 - Monte Bove, 1 de abril de 1991). Foi pioneiro da escalada no gelo na década de 1980, com um palmarés impressionante.
Começou a interessar-se pela escalada no gelo nos anos 1970 e rapidamente se tornou um especialista, utilizando-a na alta montanha. Foi perito nos então chamados corredores fantasmas, como eram chamadas as paredes geladas.

## Alpinista
Por essa altura conhece Gianni Comino e com ele realiza uma série de importantes saídas no maciço do Monte Branco. Em 1978 vence uma nova aresta na parede Norte da Agulha Verde, e o corredor Y na  parede Sul das Grandes Jorasses que ficou a ser conhecido como Ypercouloir Grassi-Comino 

## Morte
Aos 40 anos ainda no auge da sua atividade de alpinista, Grassi perdeu a vida no dia 1 de abril de 1991 quando ao sair de uma cascata de gelo no Monte Bove uma placa se partiu de uma cornija de neve. 

## Ascensões
Nos Alpes fez várias primeiras como a Aiguille Verte, Mont Maudit, a Rocha Preta, Pointe Gugliermina, etc.

## Cascatas de gelo
Algumas das cascatas mais significativas nas saídas de Gian Carlo Grassi.
- Balma Fiorant - Vale dell'Orco - 1979 - Primeira saída com Gianni Comino, 160m I/4[2]
- Cascata Pian dei Morti - 1981 - Vale d'Ala - Primeira saída com E. Cavallo, III/4+,5[3]
- Cold Couloir - 20 Dez. 1985 - Vale di Cogne - Primeira saída com Nello Margaria, 600 m IV/4+[4]
- Lillaz Gully - Val di Cogne - Jan. 1986 - Primeira saída com Nello Margaria, 200 m II/4[5]
- L'altro volto del pianeta - Vale Argentera - 26 Jan. 1986 - Primeira saída com Nello Margaria, II/5, prima cascata di difficoltà ED+ delle Alpi Occidentali[6]
- Dies Irae - 1988 - Vale Troncea - Primeira saída com Sergio Rossi e Piero Marchisio, 100 m V/6 ED+[7]
- Il Cero di Natale - Vale di Viù - 24 Dez. 1988 - Primeira saída com Elio Bonfanti, Fulvio Conta e Angelo Siri, IV/5[8]
- Repentance Super - Val de Cogne - 2 Março 1989 - Primeira saída com François Damilano e Fulvio Conta, 220 m III/5+, la più difficile della Val d'Aosta in quel momento[9]
- Un giorno di ordinaria Follia - Satanik Pencil - Vale de Viù - 1989 - Primeira saída com Sergio Rossi, II/5[10]

## Filmografia
- L'uomo dal Giardino di Cristallo, O homem do jardim de cristal, - 2009 - filme de Angelo Siri sobre Gian Carlo [11]